# 3485 Barucci
3485 Barucci је астероид главног астероидног појаса. Приближан пречник астероида је 13,70 ,
а средња удаљеност астероида од Сунца износи 2,438 астрономских јединица (АЈ).
Инклинација (нагиб) орбите у односу на раван еклиптике је 1,806 степени, а орбитални период износи 1391,235 дана (3,808 године). Ексцентрицитет орбите астероида износи 0,166.
Апсолутна магнитуда астероида износи 12,60 а геометријски албедо 0,085.
Астероид је откривен 11. јула 1983. године.